# نیکلاس اوبریوت
نیکلاس اوبریوت (انگلیسی: Nicolas Aubriot؛ زادهٔ ۲۷ سپتامبر ۱۹۸۴) بازیکن فوتبال اهل فرانسه است.
از باشگاه‌هایی که در آن بازی کرده‌است می‌توان به باشگاه فوتبال لیل اشاره کرد.